# Jean-Claude Vanden Eynden
Jean-Claude ridder Vanden Eynden (Brussel, 26 augustus 1947) is een Belgisch pianist.

## Levensloop
Jean-Claude Vanden Eynden werd op jonge leeftijd leerling van Eduardo del Pueyo in het Koninklijk Conservatorium Brussel. Hij was zestien toen hij in 1964 de derde prijs behaalde in de Koningin Elisabethwedstrijd voor piano. Hij studeerde ook aan de Muziekkapel Koningin Elisabeth.
Hij werd solist bij talrijke orkesten, onder meer bij het Symfonisch orkest van Sint-Petersburg, het Royal Philharmonic Orchestra in Londen, het Nationaal Orkest van België, het Orchestre de la Radio-Télévision Luxembourgeoise, het Residentie Orkest in Den Haag, I Fiamminghi en het Orkest Franz Liszt in Boedapest.
Naast een uitgebreid repertorium voor concerten, als solist of samen met orkesten, heeft Vanden Eynden frequent opgetreden in kamermuziekformatie met musici zoals José Van Dam, Augustin Dumay, Miriam Fried, Silvia Marcovici, Gérard Caussé, Michaela Martin, Walter Boeykens, Frans Helmerson, het kwartet Ysaÿe, het quatuor Melos en het kwartet Enesco.
Zijn opnamen zijn talrijk. Onder hen zijn te vermelden:
- het integrale oeuvre voor piano van Maurice Ravel;
- de concerto's van Edvard Grieg, Arthur De Greef, Richard Addinsell en Didier Van Damme;
- de sonate voor viool en piano van Guillaume Lekeu;
- de pianosonates van Johannes Brahms.

Vanden Eynden was vaak jurylid in internationale concours, in de eerste plaats in de jury van de Internationale Koningin Elisabethwedstrijd. Hij was ook artistiek adviseur voor sommige festivals zoals in Stavelot. 
Hij bouwde een stevige carrière uit als internationaal solist. Tegelijk was hij professor aan de Koninklijke Muziekacademie in Brussel en aan de Muziekkapel Koningin Elisabeth. Hij was ook artistiek directeur van het Centre européen de maîtrise pianistique Eduardo Del Pueyo.

## Eerbetoon
In 2018 werd Vanden Eynden voorgedragen voor opname in de Belgische erfelijke adel, met de persoonlijke titel ridder.
Hij is erelid van de mannenclub Cercle Gaulois.